# アバハイ
アバハイ（満洲語：ᠠᠪᠠᡥᠠᡳ、転写：abahai、漢字表記：阿巴亥、1590年-1626年10月1日）は、後金の太祖ヌルハチ（1559年 - 1626年）の配偶者。女真（満洲人）の正白旗（八旗の一つ）に属するウラナラ氏（Ula nara hara）出身。孝烈武皇后（こうれつぶこうごう）と諡された。

## 生涯

### 親族的背景
- 父：マンタイ（満泰、1596年死去）、ベイレ（貝勒）の称号を保持。
- 父方の祖父：ブガン（布干）、称号はベイレ（貝勒）。
- 父方の叔父：ブジャンタイ（1575年 - 1618年、布占泰)、ベイレ (貝勒) の称号を保持。

### 万暦年間
明の万暦29年（1601年）の11月か12月に、ウラナラ氏出身のアバハイは叔父ブジャンタイのはからいにより、後金の太祖ヌルハチと結婚し、複数の妻のうちの一人となった。満11歳であった。ヌルハチより31歳年下であった。1603年10月31日の孝慈高皇后の死後、ウラナラ夫人アバハイはヌルハチの第一夫人に昇格した。彼女は1605年8月28日にヌルハチの12番目の息子アジゲを、1612年11月17日に14番目の息子ドルゴンを、そして1614年4月2日に15番目の息子ドドを出産した。

### 天命年間
後金の天命5年（1620年）、礼親王ダイシャンとの微妙な関係をヌルハチに伝える者があり、それを機に収賄の嫌疑も受け、それ以降ヌルハチはアバハイを「裏切り者で偽善的である」と非難して第一夫人の地位を廃し、共に暮らすこともなくなったという。ただし、彼女の子アジゲ、ドルゴン、ドドはのちにヌルハチ直属の両黄旗を相続している。アバハイがヌルハチの愛妻であったことは、このことからも疑いえないとする見方がある。
天命11年8月11日（1626年9月30日）、夫ヌルハチが没し、翌8月12日（1626年10月1日）、アバハイはヌルハチに殉死した。当時の記録には、ホンタイジを含む義理の息子たちによって殉死を余儀なくされたと記している。これについて、次のように伝えている。
この記述について東洋史学者増井寛也は、諸文献を検討するとアバハイを取り囲む客観的状況は、彼女は殉死を志願する要件をむしろ満たしており、そこに際だった違和感はなく、逆にもし、殉死が強要されたものであったなら、彼女は婢妾も同然の屈辱的で非礼な扱いを甘んじて受けたことになり、不自然であると指摘している。

### 順治年間
清の順治帝治世の初期、アバハイの息子ドルゴンは未成年の皇帝の摂政を務めた。順治7年（1650年）、ウラナラ夫人は「孝烈武皇后」に昇格したが、ドルゴン死後の順治10年（1653年）、順治帝はウラナラ夫人アバハイの死後の称号を取り消した。

## 称号
- 万暦帝（在位：1572 - 1620）の治世中：
  - ウラナラ夫人 (1590年から[疑問点 – ノート])
  - 側室 (側福晋、1601年11月から12月）
  - 正室 (大福晋、1603年から)
- 順治帝（在位：1643 - 1661）の治世中：
  - 皇后（孝烈武皇后、1650年 - 1653年）

## 男子
- アジゲ（中国語版）（阿済、1605年8月28日 - 1651年11月28日） - ヌルハチの12番目の息子。1636年に第二位英親王（中国語版）の称号を与えられ、 1644年、第一位の英親王に昇格した。自殺。
- ドルゴン（多爾袞、1612年11月17日 - 1650年12月31日） - ヌルハチの14番目の息子。1636年に第一位睿親王（中国語版）の称号を与えられ、死後、第一位睿親王に追贈された。モンゴルのチャハル部を討って族内の実力者となり、幼帝フリン（順治帝）を補佐。狩猟中の突然死。
- ドド（中国語版）（多鐸、1614年4月2日 - 1649年4月29日） - ヌルハチの15番目の息子。1636年に第一位豫親王（中国語版）の称号を与えられ、死後、第一位豫親王に追贈された。天然痘で死去。

## 映画・テレビドラマにおけるアバハイ
| 年份 | 影视剧名称     | 演员     |
| ---- | -------------- | -------- |
| 1986 | ヌルハチ       | 傅藝偉   |
| 1987 | 満清十三皇朝   | 黎燕珊   |
| 1989 | 庄妃軼事       | 蔡隐珠   |
| 1992 | 一代皇后大玉兒 | 孔蘭薫   |
| 2003 | 孝庄秘史       | 斯琴高娃 |
| 2005 | 太祖秘史       | 程莉莎   |
| 2005 | 明末風雲       | 周躍芳   |
| 2005 | 大清風雲       | 陶慧敏   |
| 2015 | 大玉児伝奇     | 惠英紅   |
| 2017 | 独歩天下       | 陳欣予   |